# Боричевский, Иван Петрович
Иван Петрович Боричевский (также Тарнава-Боричевский; 1810, Минская губерния — 24 июня [6 июля] 1887, Выборг) — русский археолог, историк и этнограф.

## Биография
Родился в 1810 году в семье священника Минской епархии. В 1829 году окончил Минскую духовную семинарию, в 1833 году — Киевскую духовную академию со степенью старшего кандидата.
В 1833—1835 годах работал преподавателем словесности в Орловской духовной семинарии. В 1835 году уволился из духовного звания и получил должность в департаменте путей сообщения и публичных зданий. В 1838—1839 годах служил в департаменте государственных имуществ, в 1839—1841 годах — в инспекторском департаменте военного министерства.
С 1841 года служил в Главном управлении путей сообщения (с 1865 года — Министерство путей сообщения Российской империи), занимал различные должности: чиновник особых поручений, директор канцелярии (1860—1887), член совета министерства (в 1870-е годы).

## Научная деятельность
С 1837 года печатался в «Журнале Министерства народного просвещения», наиболее значимыми считаются статьи:
- Сказание Адольфа Лизека о посольстве императора римского Леопольда к великому царю Московскому Алексею Михайловичу в 1675 году // ЖМНП. — 1837. — Ч. 16;
- О русской летописи в Литве, называемой Хроникою Быховца // ЖМНП. — 1838. — Ч. 19;
- Первое путешествие англичан в Россию в 1553 году // ЖМНП. — 1838. — Ч. 20;
- Извлечение из сказаний Я. Рейтенфельса о состоянии России при царе Алексее Михайловиче // ЖМНП. — 1839. — Ч. 23;
- Мекленбургские древности // ЖМНП. — 1839. — Ч. 24.

В 1840—1841 гг. издан первый его большой труд «Повести и предания славянского племени», продолжением которого стали «Народные славянские рассказы»; в обеих работах содержалось немало впервые публикуемого материала. Несмотря на некоторые упущения в отборе, подаче материала и редактировании народных текстов, сборники сыграли положительную роль, впервые познакомив русского читателя со славянской народной поэзией.
Одним из первых обратился к изучению истории и древностей литовско-русского края, написав об этом два обширных труда — «Исследование о происхождении, названии и языке литовского народа» и «Православие и русская народность в Литве», а также ряд статей:
- Сведения о древних литовцах // ЖМНП. — 1844. — Ч. 42;
- Отрывок из литовско-русской истории // ЖМНП. — 1845. — Ч. 48.

Редактировал пятый том «Актов, относящихся к истории Западной России».
В 1840-х годах в обозрениях «Губернских ведомостей» сделал множество ценных извлечений по различным вопросам: по истории епархий и иерархов, по описанию монастырей, по истории и древностям, по языкознанию, по истории книгопечатания в России, по исторической географии, статистике, этнографии.
После 1860 года опубликовал только три работы:
- Известия о древних памятниках, находящихся в ведомстве главного управления путей сообщения и публичных зданий // Известия Императорского археологического общества. — 1861. — Т. 3, № 4;
- Киевские пещеры;
- рецензия на: Покутье в археологическом отношении. Исследование А. Г. Киркора.➤

Многие работы вышли в «Сыне отечества», в «Журнале Главного управления путей сообщения», в «Северном обозрении», «Военном энциклопедическом лексиконе», «Маяке», «Санкт-Петербургских ведомостях», «Христианском чтении» и других изданиях. Боричевский привёл мнение брата-священника Тевтонского ордена XIV века Петра из Дусбурга о том, что река Мемель (Неман) отделяла Русь (Ruschiam), Литву и Куронию от Пруссии. К «Хронике земли Прусской» приложена карта, на которой к северу от Нарева подписана Русь: «Jazvingiae sive Polachiae pars, quae Dusburgio vocatur Russia».
Боричевский печатался также под псевдонимами: Бор—ский, И.; Боричевский, Иван; Васильев, В.; И. Б..